# Ojo compuesto

Anatomía del ojo compuesto de un insecto. En sentido horario: células pigmentadas primarias, lentes, conos cristalinos, células retinales, rabdomas, células pigmentadas secundarias, axones

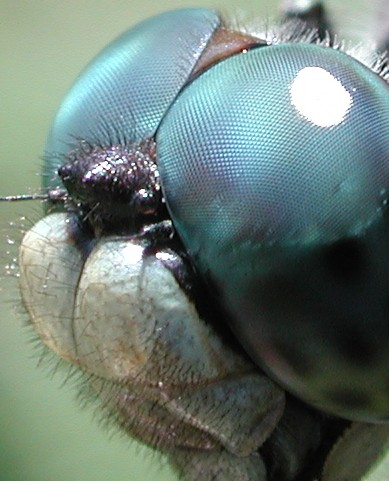
Ojo compuesto de una libélula.

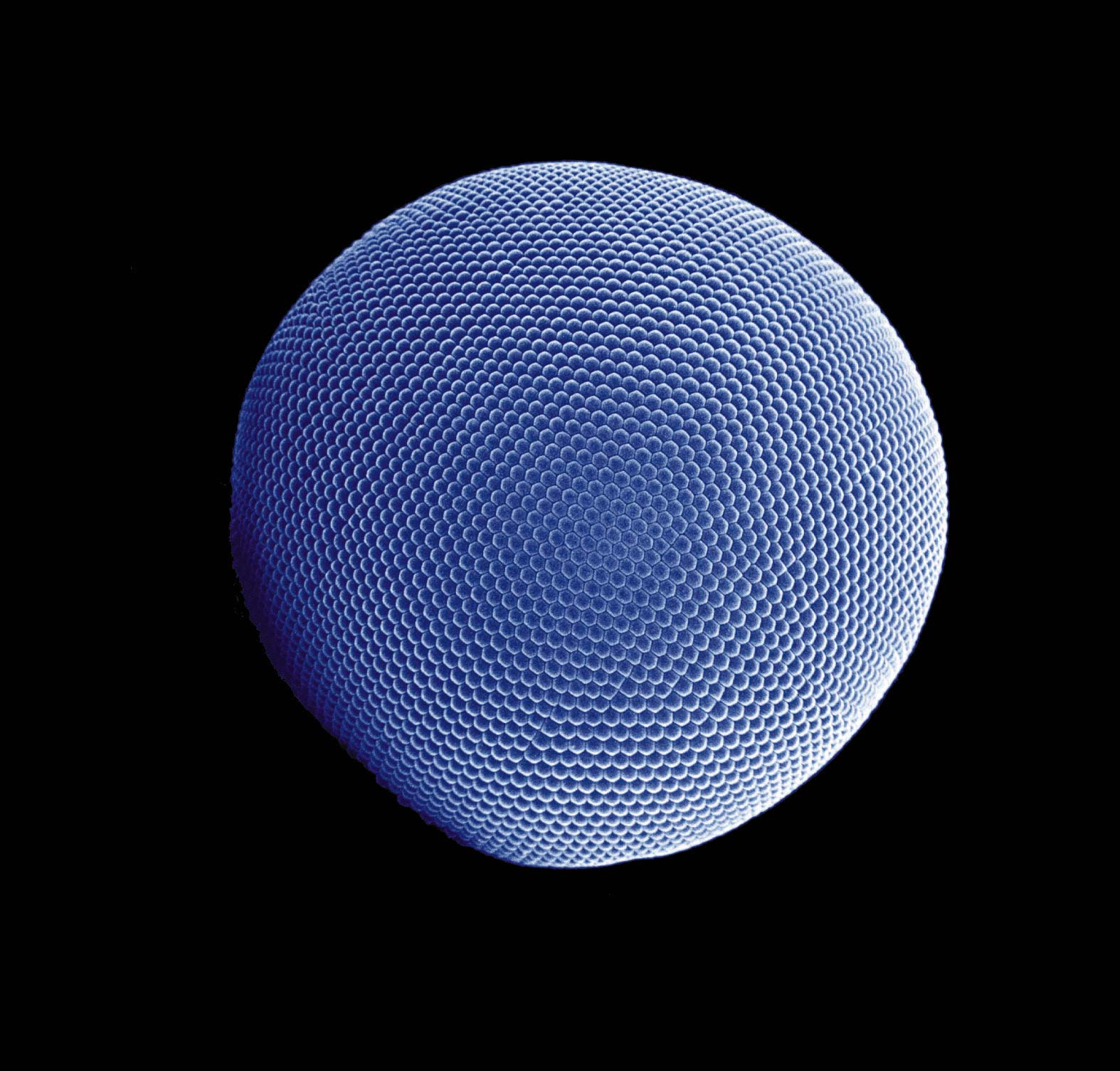
Ojo compuesto de krill de la Antártida visto en un microscopio electrónico en falso color.

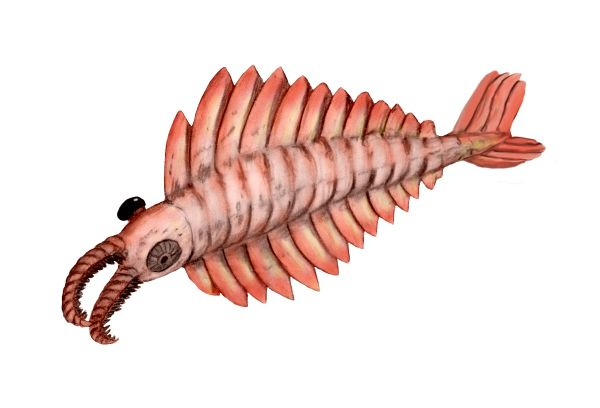
Anomalocaris es el primer organismo conocido con ojos compuestos.

Un ojo compuesto es un órgano visual que se encuentra en ciertos artrópodos como insectos y crustáceos. Consiste en la agrupación de entre 12 y varios miles (6.300 en Apis mellifera) de unidades receptivas. Estos tipos de ojos no tienen una lente central, lo cual implica una baja resolución de imagen. Sin embargo, los ojos compuestos son capaces de detectar movimientos rápidos, ven un amplio rango de ángulos sólidos y en algunos casos, perciben la polarización de la luz.
Los ojos compuestos se encuentran principalmente en los insectos, y están formados por muchas facetas simples llamadas omatidios que dan una imagen en mosaico, no imágenes múltiples, como a menudo se cree. Cada omatidio consiste en una lente y un rabdoma, el cual está compuesto de grupos de células receptoras visuales (rabdomeros) puestas en paralelo o ligeramente giradas.
En insectos y crustáceos el ojo compuesto de los adultos se desarrolla en una sección de la cabeza diferente de la región en que las larvas tiene su ojo medio. Los nuevos omatidios se van añadiendo en hileras semicirculares en la parte de atrás del ojo durante el primer paso del desarrollo del ojo. Esto hace que los omatidos sean cuadrados, pero después, durante el desarrollo se vuelven hexagonales.

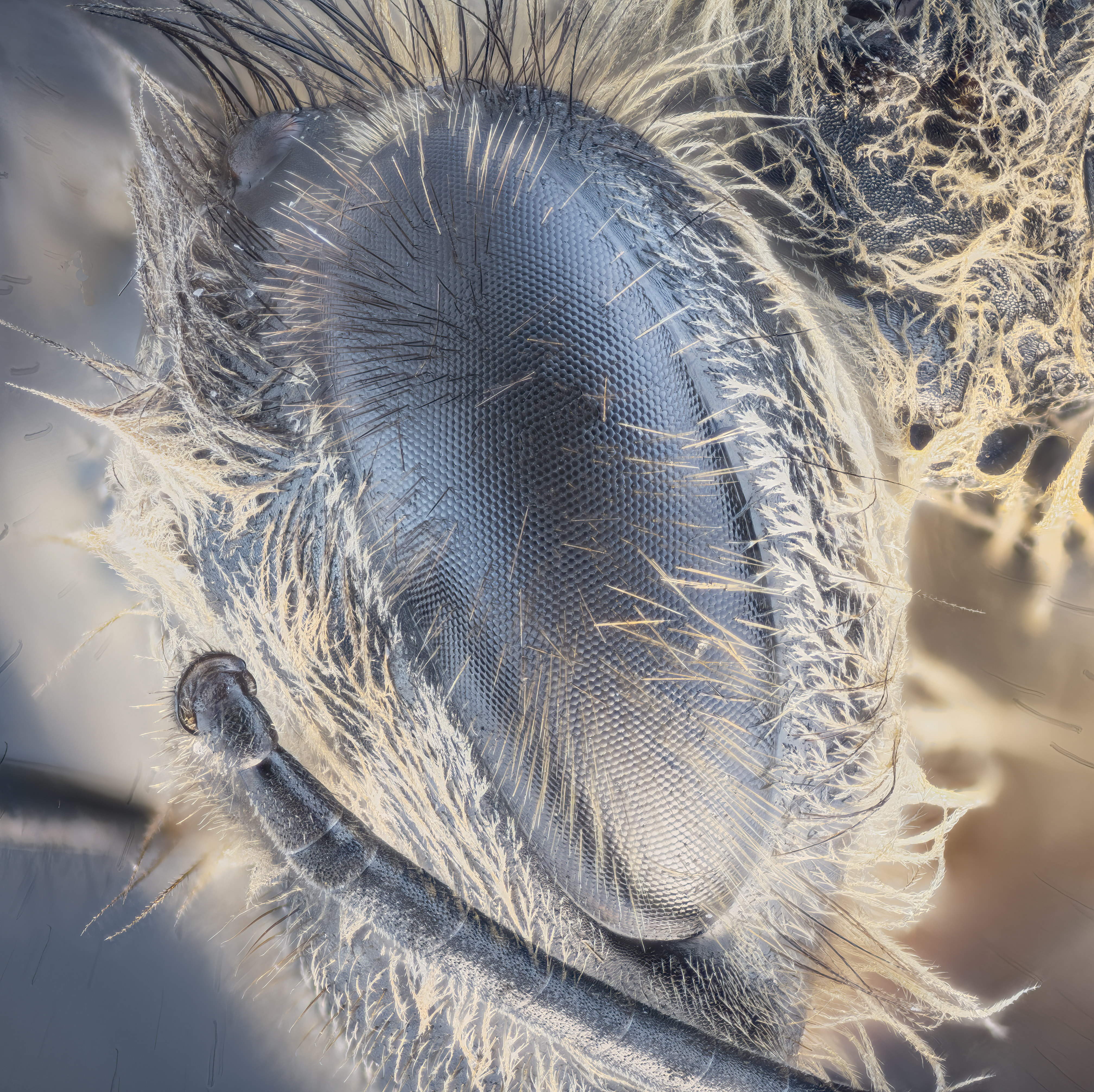
Ojo compuesto de una abeja, se ven bien los omatidios.

## Fisiología

### Percepción del movimiento

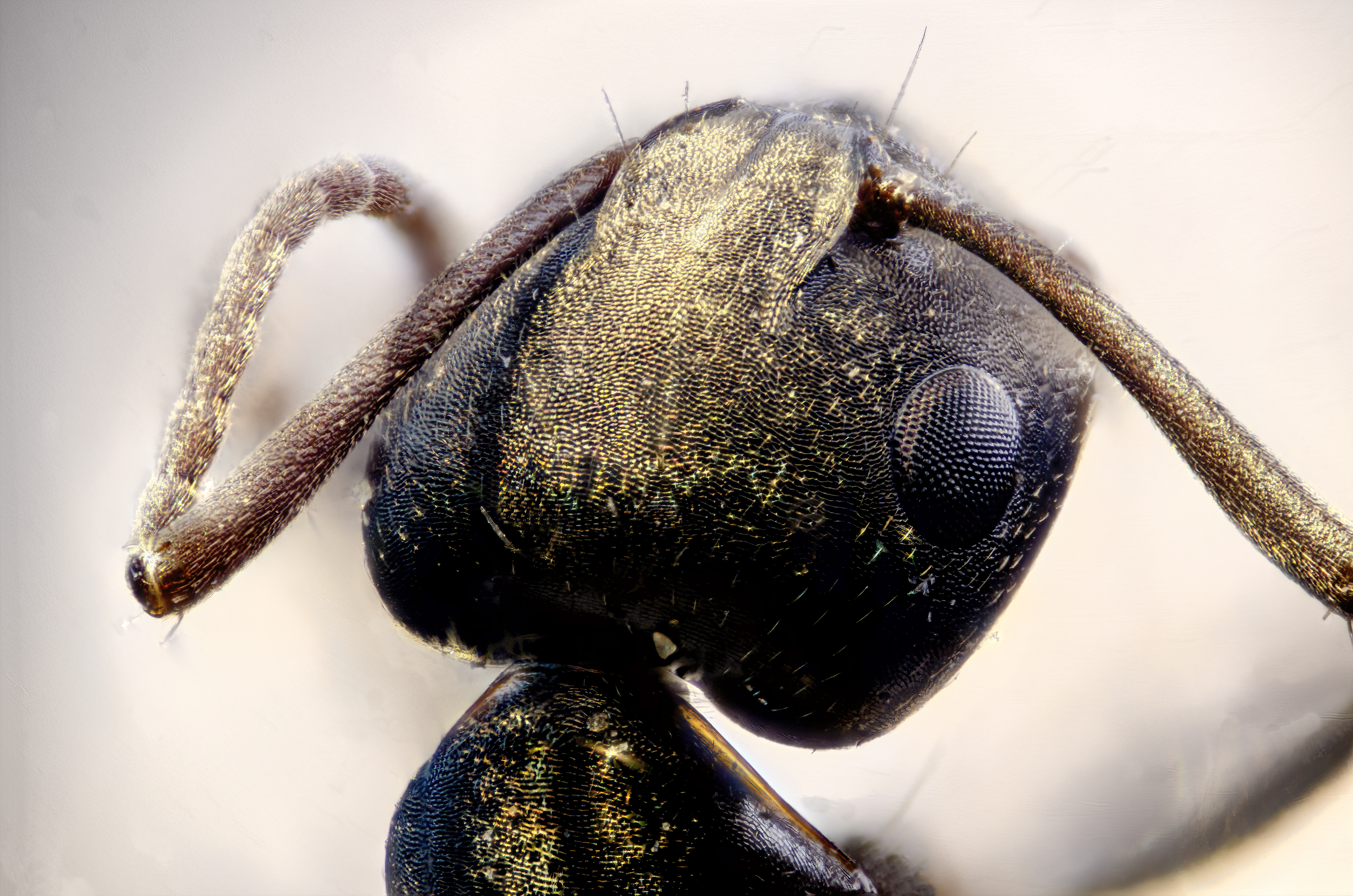
Ojo compuesto de una hormiga.

El ojo compuesto es excelente en la percepción de movimiento. Si un objeto cruza el campo visual, los omatidios se encienden o apagan alternativamente. Por este "efecto de parpadeo" los insectos responden mejor a objetos en movimiento que a los que permanecen estacionarios. Las abejas, por ejemplo, visitan con preferencia flores movidas por el viento.

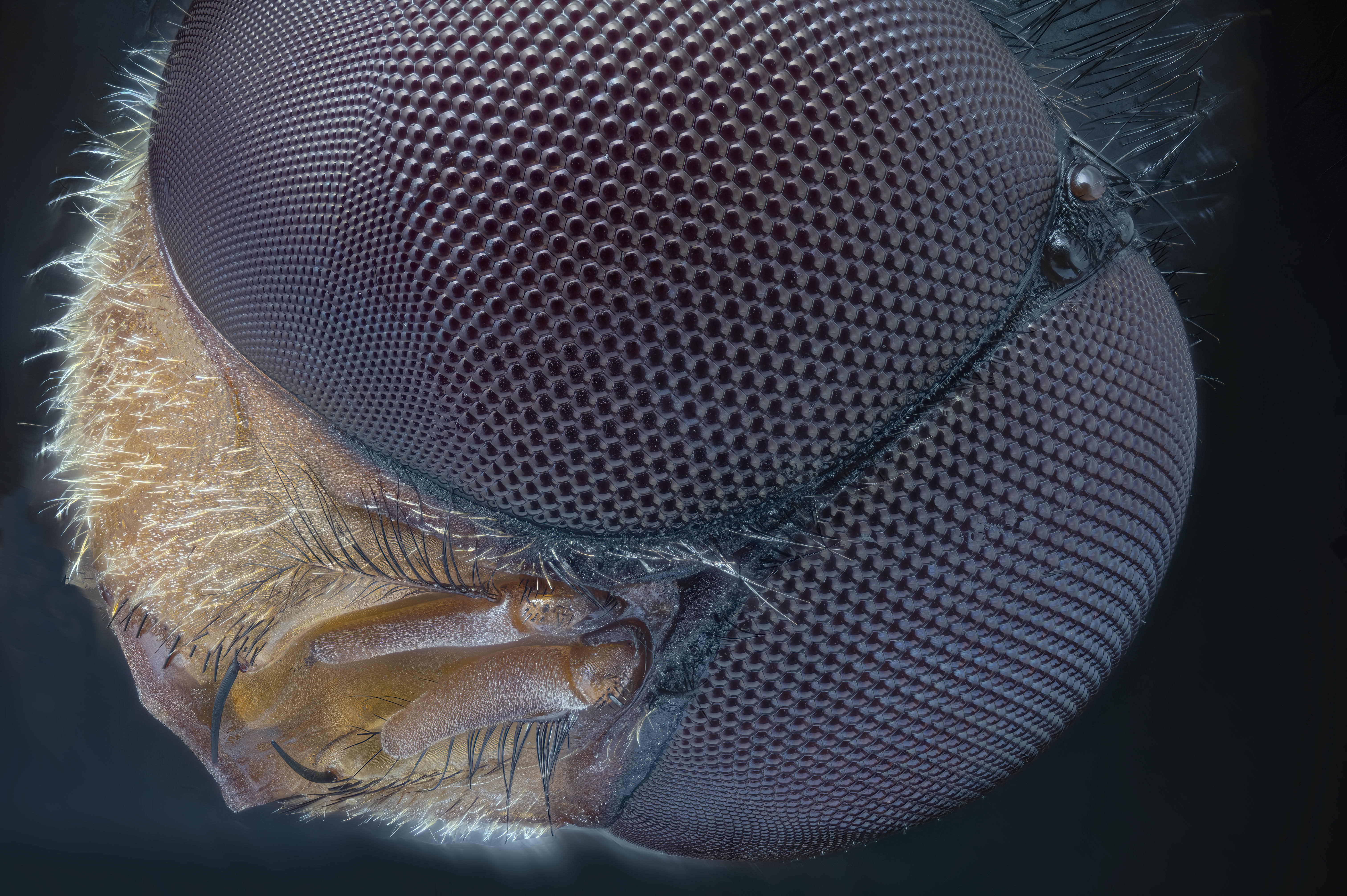
Mosca grande, los ojos se ven bien los omatidios y los ocelos.

### Resolución óptica y sensibilidad
La agudeza visual es la capacidad del sistema de visión para percibir, detectar o identificar objetos especiales con unas condiciones de iluminación buenas. En el ojo compuesto la resolución o agudeza visual depende del número de omatidios y de la distancia entre ellos. Esto no permite reducir el tamaño de los omatidos para aumentar su número e incrementar la agudeza visual. Por lo tanto los ojos compuestos nunca alcanzan el grado de resolución de los ojos de vertebrados.
Aquellos artrópodos activos cuando la luz es baja (cangrejo de río, mantis) desplazan los pigmentos de los omatidios hacia la base de las células pigmentadas. Esto permite que la luz entre a cada omatidio en un ángulo más ancho y que pase a los omatidios adyacentes estimulando también estos en consecuencia. Así, la imagen es más pobre pero la percepción del nivel de luz aumenta. Probablemente el mantis sólo puede distinguir la ausencia o presencia de luz en condiciones de penumbra.

### Visión del color
Muchos insectos perciben colores. Esto requiere dos o más pigmentos visuales, cada uno capaz de absorber luz de diferente longitud de onda.
En la abeja doméstica cuatro de las células visuales en cada omatidio responde óptimamente a la luz amarillo-verdosa (544 nm); dos responden a la luz azul (344 nm) y las dos restantes responden a la luz ultravioleta (344 nm).
Este sistema permite que las abejas distingan los colores incluyendo luz ultravioleta, pero no el rojo. Los estudios comportamentales confirman esto. La visión ultravioleta de las abejas les sirve para encontrar polen y néctar en ciertas flores que tienen guías de néctar que estos insectos pueden ver aunque sean invisibles para los humanos.
Las mariposas monarca usan luz ultravioleta para orientación en su larga migración de más de 4.000 km.

### Tipos
Hay dos tipos básicos de ojos compuestos:
- El ojo de aposición que se puede dividir en dos grupos. El típico ojo de aposición tiene una lente que enfoca la luz proveniente de una dirección sobre el rabdómero, mientras que la luz proveniente de otras direcciones se absorbe en las paredes oscuras del omatidio. El otro tipo de ojo de aposición se encuentra en el orden Strepsiptera, en el cual cada lente forma una imagen, y las imágenes se combinan en el cerebro. Este ojo se llama ojo de superposición neuronal u ojo esquizocroal compuesto.
- El segundo tipo se llama ojo de superposición. Se divide en tres tipos: superposición refractante, superposición reflectante y superposición parabólica. El ojo de superposición refractante tiene una abertura entre la lente y el rabdómero y no tiene pared. Cada lente refleja la luz en un ángulo igual al ángulo que la recibe. El resultado es la formación de la imagen en la mitad del radio del ojo, donde hay situadas las testas de los rabdómero. Este tipo de ojo se encuentra normalmente en insectos nocturnos. En los ojos compuestos de superposición parabólica, que se encuentran en artrópodos como las efímeras, cada faceta de la superficie del ojo contiene una superficie parabólica que recibe la luz de un reflector y la enfoca sobre una matriz de sensores. Los crustáceos de cuerpo largo como gambas, langostinos y langostas son los únicos que tienen ojos de superposición reflectante, que también tienen una obertura pero que en lugar de lentes utilizan diedros de espejos.

Hay algunas excepciones de los casos anteriores. Algunos insectos tienen lo que se denomina un ojo compuesto de lente simple, que es un caso intermedio entre el ojo compuesto de superposición y el ojo de lente simple que se encuentra en los animales de ojos simples.
Se creía que el cuerpo del Ophiocoma wendtii, un tipo de ofiuroideo, estaba cubierto de omatidios, convirtiendo toda su piel en un ojo compuesto.